# Borynia
Borynia (ukrainien : Бо́риня) est une commune urbaine de l'oblast de Lviv, en Ukraine. Elle compte 1 375 habitants en 2022.